# Acemya favilla
Acemya favilla är en tvåvingeart som först beskrevs av Henry J. Reinhard 1974.  Acemya favilla ingår i släktet Acemya och familjen parasitflugor. Inga underarter finns listade i Catalogue of Life.